# フシャヌフ郡
フシャヌフ郡（ポーランド語:powiat chrzanowski）は、南ポーランドのマウォポルスカ県にある地方自治体。1998年の地方行政区画再編の結果、1999年1月1日に誕生した。郡都で最大の町はフシャヌフであり、県都であるクラクフの西40kmに位置する。この郡には、他に3つの町がある。トシェビニャは、フシャヌフの北東8kmに位置する。リビョンシュはフシャヌフの南西8kmに位置する。アルベルニャはフシャヌフの南東12kmに位置する。
郡は371.49km2の面積がある。2006年の統計で、郡全体の人口が128,103人である。

## 近隣の郡
北東部はオルクシュ郡、東部はクラクフ郡、南部はヴァドヴィツェ郡、南西部はオシフィエンチム郡、西部はヤヴォジュノと接している。

## 下位自治体
郡は5つの下位自治体に分割される。（4つの町、1つの村）なお、人口順に並べてある。
| 名称                 | 種類 | 面積（km2） | 人口（2006年） | 中心地       |
| -------------------- | ---- | ----------- | -------------- | ------------ |
| グミナ・フシャヌフ   | 町   | 79.3        | 49,752         | フシャヌフ   |
| グミナ・トシェビニャ | 町   | 105.2       | 33,959         | トシェビニャ |
| グミナ・リビョンシュ | 町   | 57.2        | 22,900         | リビョンシュ |
| グミナ・アルベルニャ | 町   | 75.3        | 12,689         | アルベルニャ |
| グミナ・バビツェ     | 村   | 54.5        | 8,803          | バビツェ     |